# المعجم الصغير
المعجم الصغير   كتاب من كتب الحديث المسندة، جمعه الإمام أبو القاسم سليمان بن أحمد بن أيوب الطبراني  ،    ورتبها على طريقة المعاجم، أي أنه رتبه بحسب ترتيب أسماء شيوخه الذين روى عنهم النصوص المسندة على حروف المعجم. يحتوي على 1198 نصا مسندا، شملت أحاديث مرفوعة  وغير ذلك.

## وصف الكتاب ومنهجه
يعتبر المعجم الصغير للطبراني، من الكتب التي اعتنت بذكر الأحاديث الغرائب، وبيان وجه الغرابة فيها. والفرق بين المعجمين: الصغير والأوسط؛ أن الطبراني أورد في الصغير حديثا واحدا في الغالب، أو حديثين في النادر لكل شيخ من شيوخه. وأما الأوسط فقد أورد كل المرويات التي سمعها لكل شيخ من شيوخه.
احتوى هذا الكتاب على 1198 نصا مسندا، منها ما هو مرفوع ومنها ما دون ذلك، ومنهج المؤلف في هذا الكتاب كما يلي:
- رتب أسماء شيوخه على حروف المعجم.
- خرج الطبراني تحت كل اسم من أسماء شيوخه حديثا أو حديثين. ثم أعقب كل حديث ببيان ما في إسناده من تفرد.
- تكلم على أحوال بعض الرواة جرحا وتعديلا، كما وضح أسماء بعض من ذكر بكنيته، وأزال اللبس في بعض الأسماء المتشابهة، وتكلم على الاختلاف الواقع في بعض الأسماء، ونبه على بعض الأوهام التي وقعت من بعض الرواة في شيوخهم أو من فوقهم، وذكر تاريخ وفيات بعض الرواة، وتواريخ بعض القصص التي أتى الحديث في سيقها، وغيرها من التعقيبات.
- شرح بعض الكلمات الغريبة، وبين بعض العبارات المبهمة.
- يتعرض أحيانا لذكر بعض الآراء الفقهية في المسائل المروية.
- تعرض الطبراني لتصحيح بعض النصوص المروية.

## عناية أهل العلم به
اعتنى بهذا الكتاب أهل العلم عناية بالغة، وأبرز من خدمه الحافظ نور الدين الهيثمي؛ فقد أفرد زوائده مع زوائد المعجم الأوسط، في كتاب «مجمع البحرين»، وعني بزوائده أي على الكتب الستة المعروفة، ثم جردهما من أسانيدهما وكذلك فعل في المعجم الكبير، ومسانيد أبي يعلى، وأحمد، والبزار، في كتابه الشهير «مجمع الزوائد ومنبع الفوائد».
وللعلامة الألباني تخريج عليه سماه «الروض الداني»، ولا يزال مخطوطا.
وقد كثرت نقول أهل العلم واستفادتهم من هذا الكتاب جدا، لاسيما كتب التخريج، التي لا يكاد كتاب منها يخلو من ذكر معجم الطبراني الأوسط، ومن ذلك:
نقل عنه الحافظ المنذري في الترغيب والترهيب في أكثر من (95) موضعا، والحافظ ابن حجر في فتح الباري في أكثر من (51) موضعا، والمناوي في فيض القدير في أكثر من (67) موضعا.

## طبعات الكتاب
وقد تعددت طبعاته جدا، ومن أشهرها:
- طبعة عتيقة مقترنة بعدة رسائل، صورتها دار الكتب العلمية ببيروت، سنة 1403 هـ.
- طبعة صححها عبد الرحمن محمد عثمان، صدرت عن المكتبة السلفية بالمدينة، 1388 هـ.
- طبعة بتحقيق صالح محمد الزهراني، كرسالة ماجستير بجامعة أم القرى، سنة 1407 هـ.
- طبعة بتحقيق عبد الجبار الزيدي، كرسالة دكتوراه بجامعة البنجاب، لاهور، 1410 هـ.
- وقد طبع باسم: «الروض الداني إلى المعجم الصغير للطبراني».
- حققه محمد شكور بن محمود الحاجي أمرير، صدر عن المكتب الإسلامي ببيروت، 1405 هـ